# Kei Suma
Kei Suma (en japonés: すまけい; 4 de septiembre de 1935-7 de diciembre de 2013) fue un actor de cine y televisión japonés, cuya carrera abarcó 25 años.
Nacido en Hokkaido, Suma comenzó su carrera como actor en 1985. Fue más conocido por sus papeles en A Class to Remember (1993) y Pretty Woman (2003).
Kei Suma murió de cáncer de hígado el 7 de diciembre de 2013, a los 78 años, en Tokio.